# Alpaida batman
Espèce
Alpaida batman est une espèce d'araignées aranéomorphes de la famille des Araneidae.

## Distribution
Cette espèce est endémique d'Espírito Santo au Brésil,. Elle se rencontre vers Sooretama.

## Description
Le mâle holotype mesure 3,2 mm et la femelle paratype 3,5 mm, les femelles mesurent de 3,3 à 3,5 mm.

## Systématique et taxinomie
Cette espèce a été décrite par Baptista, Castanheira et Schinelli en 2025.

## Étymologie
Cette espèce est nommée en référence à Batman.

## Publication originale
- Baptista, Castanheira, Schinelli, Oliveira, Wermelinger-Moreira, Assuncao-Oliveira & Prado, 2025 : « Ten new species of the orb-weaving spider genus Alpaida O. Pickard-Cambridge, 1889 (Araneae: Araneidae) from southeast Brazil. » Arachnology, vol. 20, no 1, p. 80-89.